# Арский кантон
Арский кантон (тат. Арча кантоны) — административно-территориальная единица в составе Татарской АССР, существовавшая в 1920—1930 гг.
Площадь — 8,0 тыс. км². Население — 374,7 тыс. чел. (1926).
Центр кантона — город (с 1926 — село) Арск.

## Административное деление
По данным 1926 года в кантоне было 19 волостей
- Арборская (центр — с. Арбор-Себе-Усады)
- Арская
- Атнинская (центр — с. Большая Атня)
- Балтасинская
- Воскресенская
- Дубъязская
- Ильинская
- Собакинская (Калининская)
- Кишитская (центр — с. Новый Кишит)
- Кулле-Киминская
- Мамсинская
- Менделинская
- Пестрецинская
- Сардыкская (центр — с. Большой Сардык)
- Столбищенская
- Тукаевская (центр — с. Мульма)
- Чурилинская (центр — с. Новое Чурилино)
- Шеморданская
- Янгуловская

Волости делились на 462 сельсовета.

## История
Арский кантон был образован 27 мая 1920 года. В состав кантона при его образовании вошли все волости Казанского уезда Казанской губернии, Куллекиминская и Кшкловская волости Краснококшайского уезда Казанской губернии, Арборская, Кошкинская, Сардыкбажская, Цыпьинская, Шудинская и Янгуловская волости Малмыжского уезда Вятской губернии.
В 1927 году к Арскому кантону была присоединена часть территории упразднённого Лаишевского кантона. В том же году из части территории Арского кантона был образован отдельный Казанский район. В 1930 году Арский кантон, как и все остальные кантоны Татарской АССР, был упразднён. На его территории были образованы районы.